# تی-سنترال

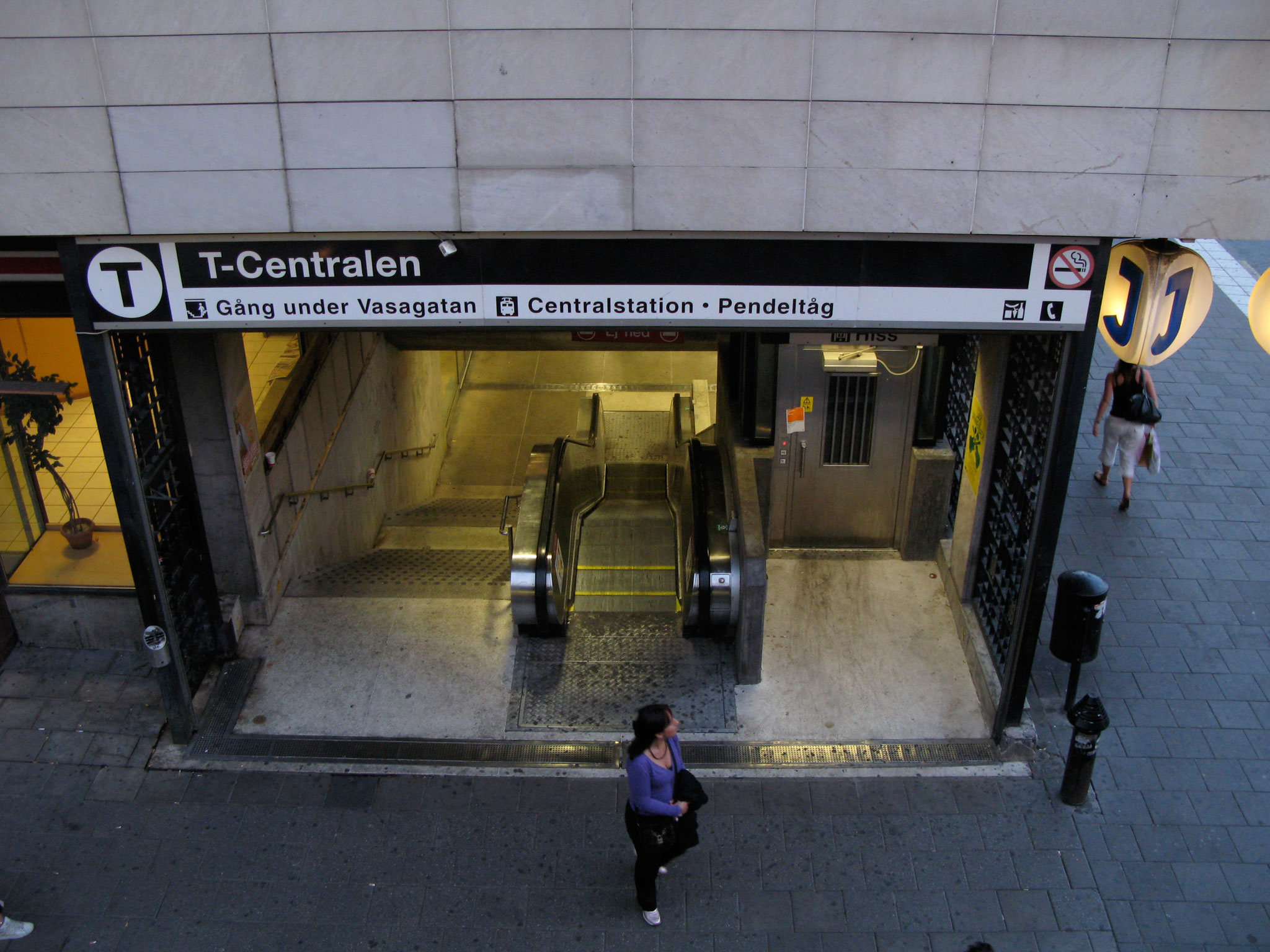
مدخل ورود به ایستگاه از واساگاتان

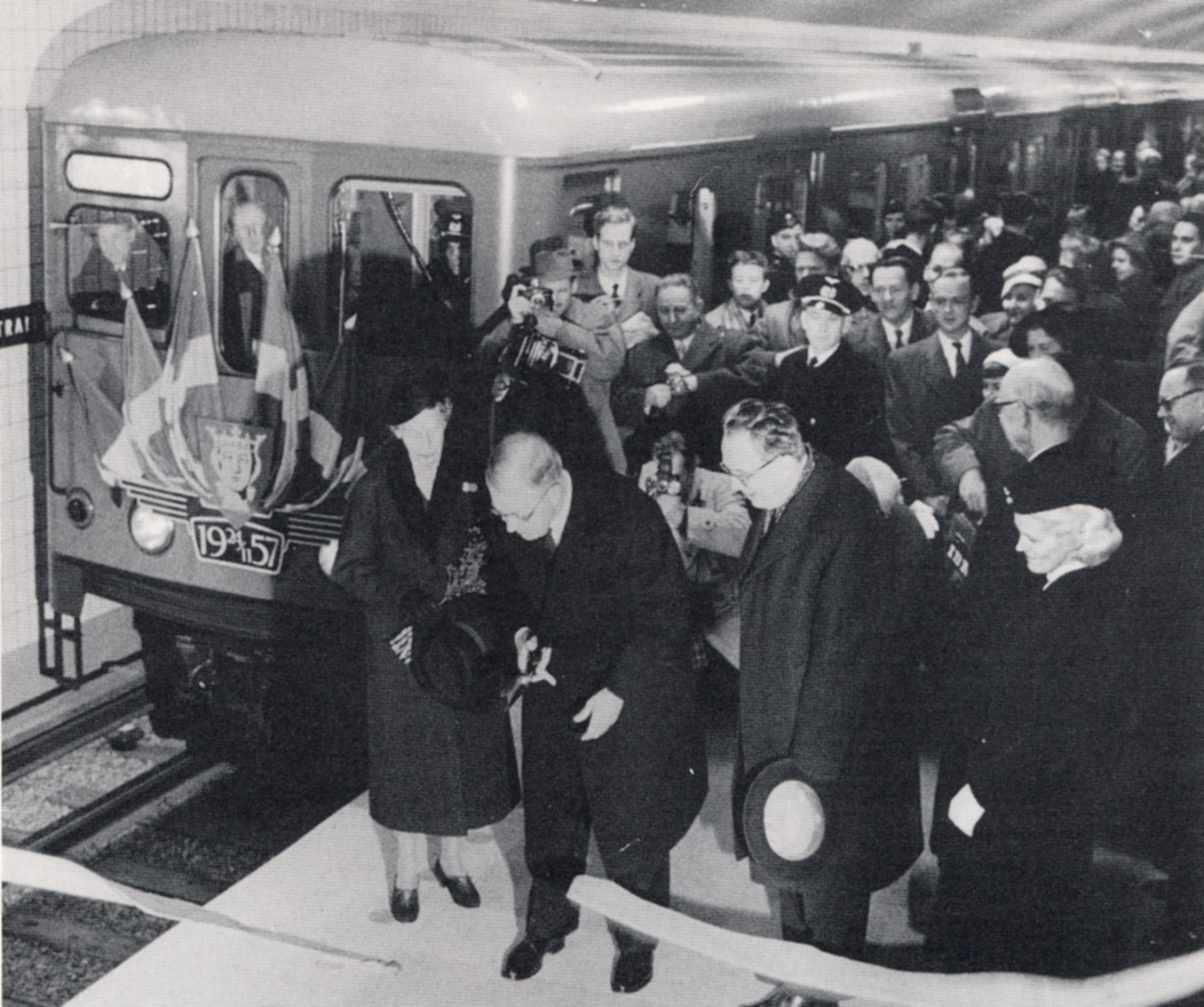
افتتاح رسمی ایستگاه توسط گوستاو آدولف ششم سوئد و ملکه لوییز در ۲۴ نوامبر ۱۹۵۷

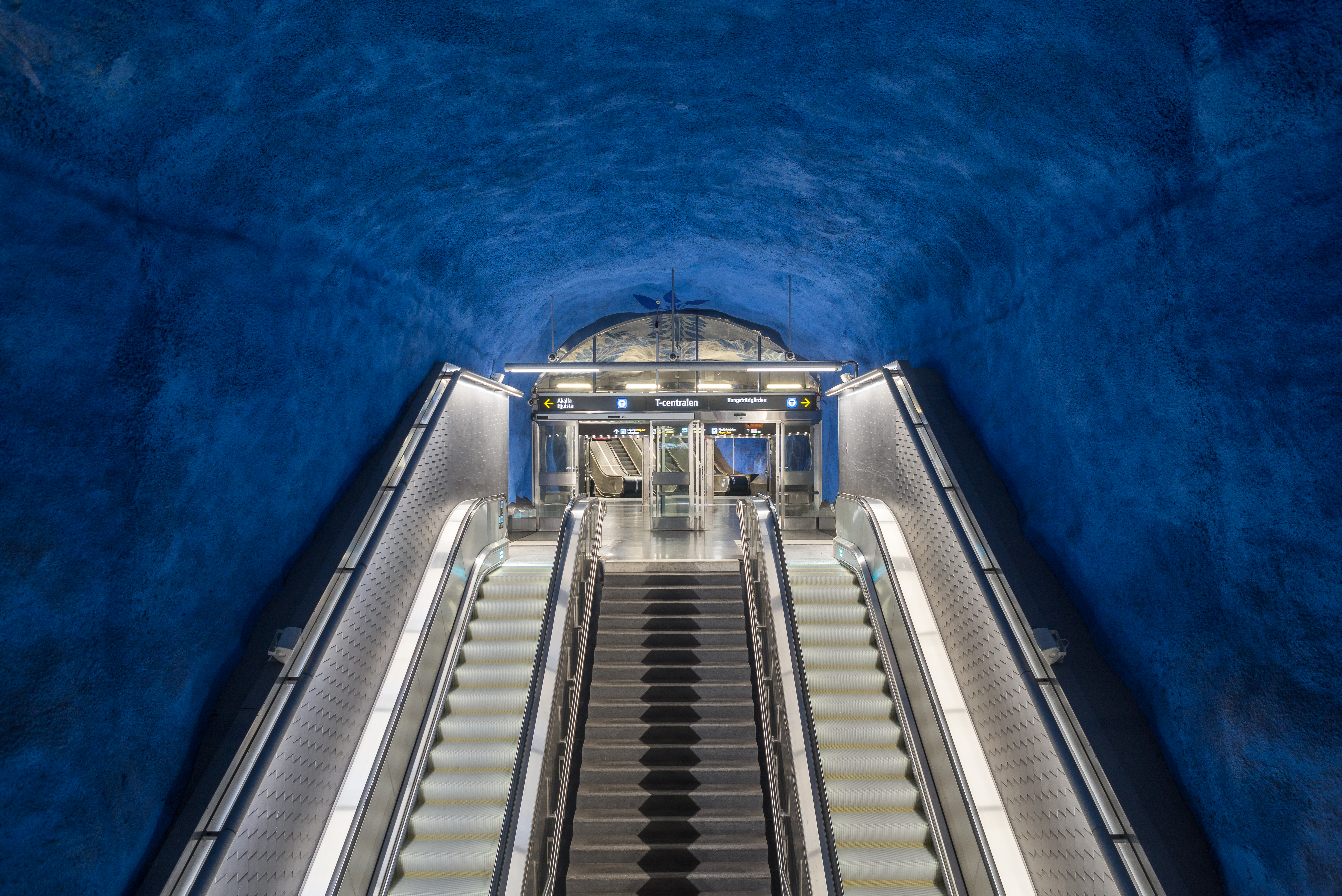
نگاره‌ای از پله‌برقی و راه‌پلهٔ خط آبی ایستگاه متروی تی-سنترال.

ایستگاه مترو تی-سنترال (انگلیسی: T-Centralen) یک ایستگاه متروست که قلب متروی استکهلم به طوری که تنها ایستگاه‌ست که سه خط سیستم باهم در این ایستگاه تلاقی دارند است. دیگر خطوط حمل و نقل واقع در این ایستگاه، آنرا شلوغ‌ترین ایستگاه سیستم ساخته‌است. ایستگاه در en:Norrmalm (borough) در استکهلم بین میدان سرجلز و خیابان en:Vasagatan, Stockholm واقع شده‌ست.